# Le Courageux, le Traître et le Sans-pitié
Pour plus de détails, voir Fiche technique et Distribution.
Le Courageux, le Traître et le Sans-Pitié (Il coraggioso, lo spietato, il traditore) est un film italo-espagnol sorti en 1967, réalisé par Juan Xiol Marchal et Edoardo Mulargia.

## Synopsis
Une organisation internationale vole des munitions pour les revendre ou même les donner à des révolutionnaires.

## Fiche technique
- Titre français : Le Courageux, le Traître et le Sans-pitié[1]
- Titre italien original : Il coraggioso, lo spietato, il traditore
- Titre espagnol original : El hombre de Caracas[3]
- Genre : Espionnage[1]
- Réalisation : Juan Xiol Marchal, Edoardo Mulargia (sous le pseudo de Eward G. Muller)[2]
- Scénario : A. Roberts, Edoardo Mulargia (sous le pseudo de Eward G. Muller)
- Production : Giuseppe Maggi, Mario Maggi, José Torres, Alfonso Balcazar pour Cineproduzioni Associate et Balcazar Produciones
- Photographie : Mario Bistagne
- Format d'image : Technicolor, Techniscope[2]
- Décors : Juan A. Guerra
- Montage : Bruno Mattei
- Pays de production :  Italie,  Espagne
- Date de sortie : 1967
- Date de sortie en salle en France : 30 juin 1971[1]

## Distribution
- Espartaco Santoni (es) (sous le pseudo de Robert Anthony) : lieutenant Vargas
- Hélène Chanel : femme
- Ángel Álvarez (comme Albert Alvarez) : Santiago
- Teresa Velásquez : Ingrid
- Ivy Holzer : Mme Kinsen
- Stephy Palmer
- Manuel Monroy : Major Diaz
- Hugo Pimentel : Hans Kinsen